# نیسان ۲۴۰اس‌ایکس
نیسان ۲۴۰اس‌ایکس (Nissan ۲۴۰SX) خودرویی است که در سال‌های ۱۹۸۹–۱۹۹۸در ژاپن تولید شده‌است. این خودرو به عنوان جایگزین مدل  200SX (S12) معرفی شد.
تعداد زیادی از این خودرو ها دارای پیشرانه خطی 4 سیلندر با حجم 2400 سی سی می باشند.
این خودرو از رده s بوده و نزدیکی زیادی با خودرو هایی مانند : نیسان سیلویا - نیسان 180 اس ایکس - نیسان 200 اس ایکس
این خودرو  به عنوان یکی از خودرو های محبوب در بین تیونر ها و همچنین یکی از بهترین خودرو ها در رشته دریفت می باشد.
طراحی آن خودروهای موتور جلو-محور عقب بوده است. سیستم جعبه‌دندهٔ آن ۵ دنده به دو صورت خودکار و دستی است.
این ماشین ۱۰۰۰۰ قدرت موتور دارد و نسبت به ماشین های زمان خود سرعت و حساسیت فرمان بیشتری داشته است ، ماشین هایی مانند Honda civic - mazda mx5 -toyota corolla و ....